# Przysięga w sali do gry w piłkę

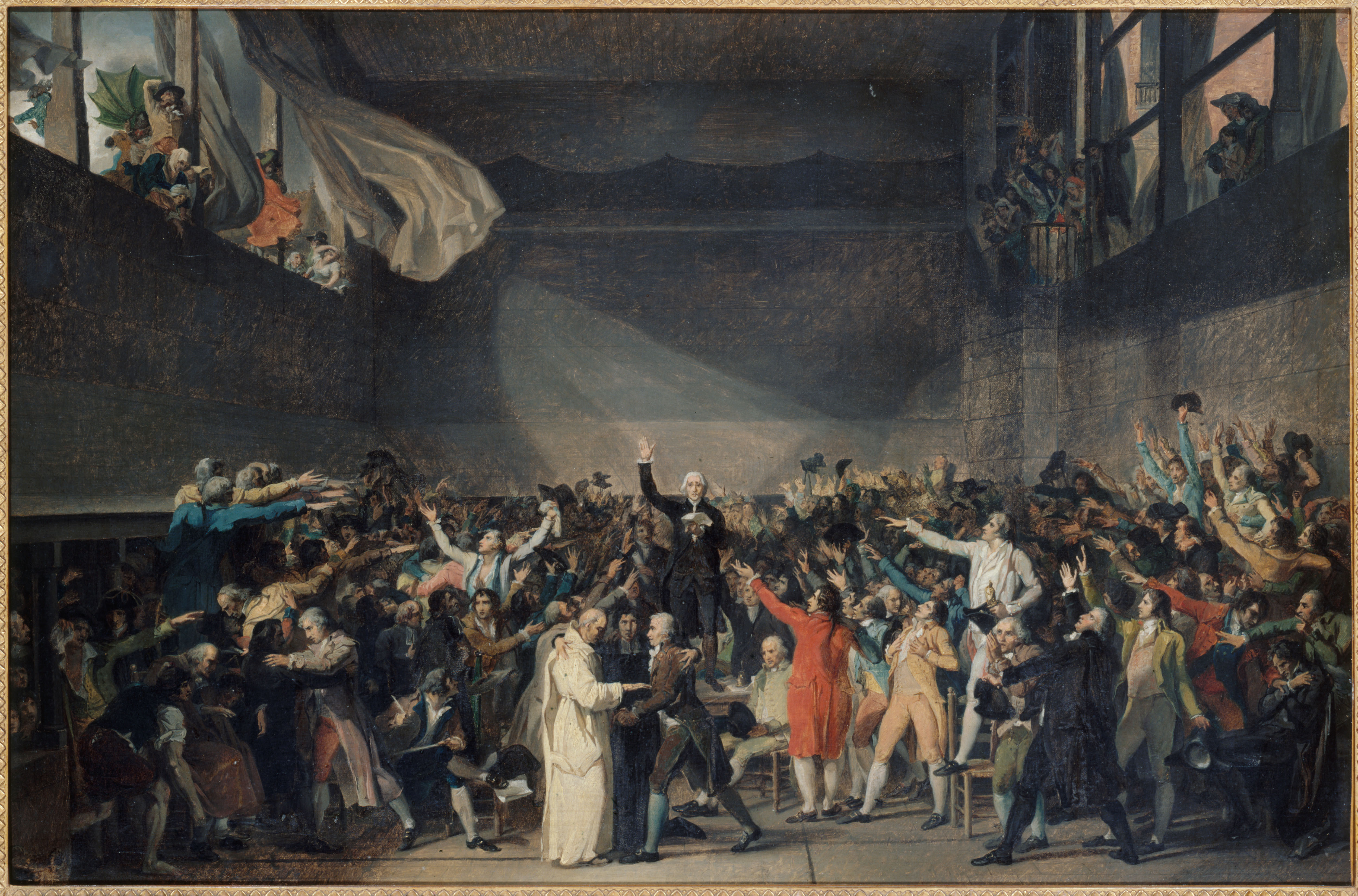
Przysięga w sali do gry w piłkę, obraz Davida

Przysięga w sali do gry w piłkę – przysięga złożona 20 czerwca 1789 r. przez 577 posłów Stanu Trzeciego po wydaleniu ich z sali obrad Stanów Generalnych. Zebrani uroczyście przyrzekli nie rozchodzić się do czasu sporządzenia nowej konstytucji francuskiej. Mimo braku prawnego znaczenia przysięgi, miała ona ogromny oddźwięk społeczny, co uczyniło ją jednym z przełomowych momentów rewolucji francuskiej. 

## Geneza
Zwołanie Stanów Generalnych przez Ludwika XVI zostało przez społeczeństwo przyjęte z dużymi nadziejami na zmiany. Szczególnie burżuazja, zachęcona przebiegiem pierwszych posiedzeń, liczyła na zwiększenie swoich wpływów w państwie. Tymczasem zarówno król, jak i arystokracja nie wykazywali zainteresowania głębszymi przekształceniami, skupiając się wyłącznie na problemach finansowych kraju. W związku z tym deputowani Stanu Trzeciego, wspierani przez przychylną reformom część szlachty i kleru, zaczęli domagać się zmian w procedurze obrad: wspólnych posiedzeń i liczenia głosów całościowo, a nie na dotychczasowej zasadzie jeden stan – jeden głos. Między 16 a 19 czerwca przedstawiciele Stanu Trzeciego zdołali przekonać do tych postulatów większą część duchowieństwa i wydali jednostronne oświadczenie, w którym ogłaszali się Zgromadzeniem Narodowym.

## Przysięga
Reakcją Ludwika XVI było oświadczenie o całkowitej nielegalności poczynań przedstawicieli Stanu Trzeciego, a następnie niedopuszczenie ich do sali obrad pod pretekstem wykonywania prac remontowych. W odpowiedzi deputowani udali się do pobliskiej sali do gry w piłkę, gdzie Jean Mounier i Emmanuel-Joseph Sieyès zredagowali formułę przysięgi. Następnie tekst odczytał Jean Sylvain Bailly, a zebrani, poza deputowanym Dauchem, powtórzyli słowa przysięgi. W kolejnych dniach przedstawiciele Stanu Trzeciego podjęli szeroką akcję przekonywania niezdecydowanych posłów do swoich idei.

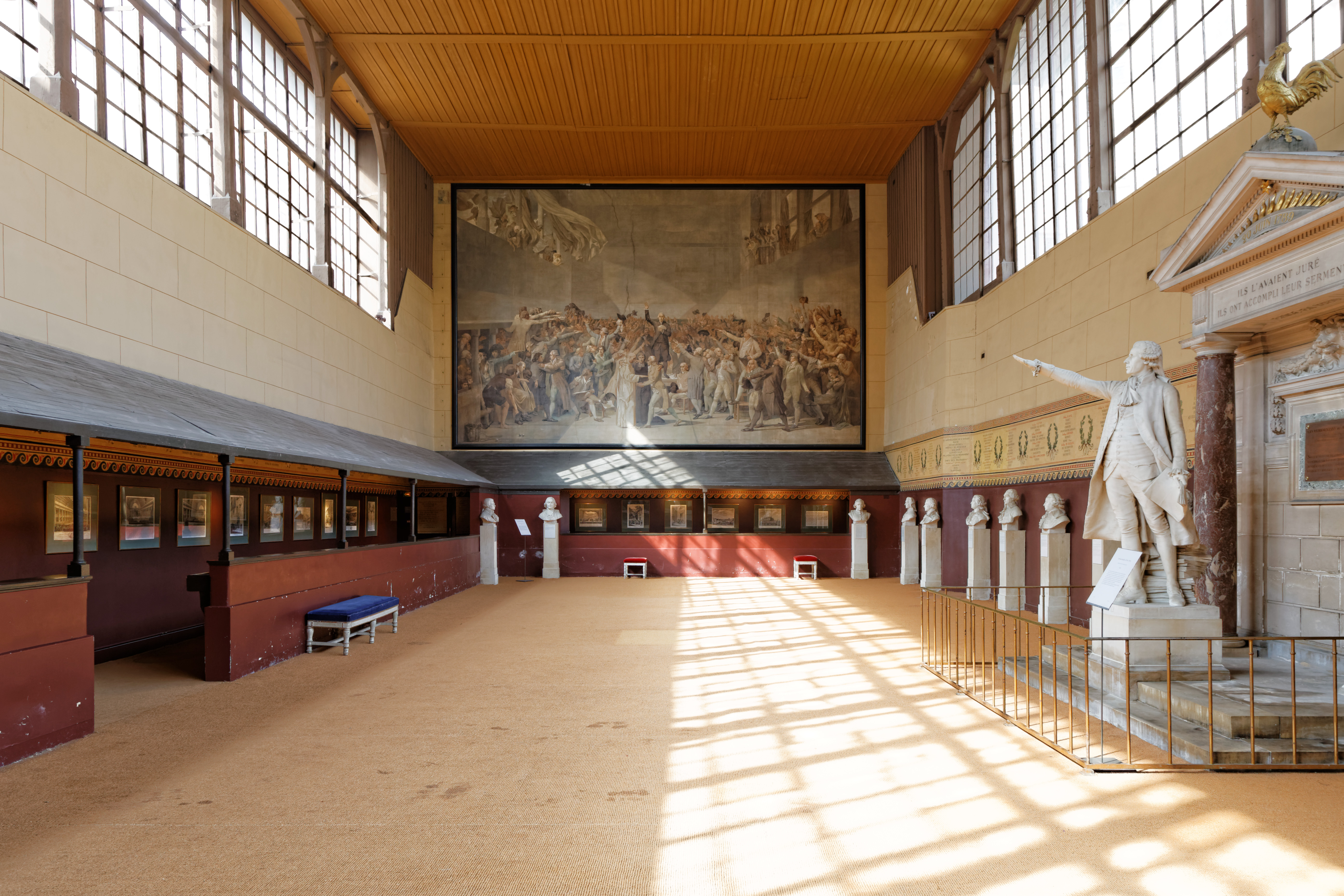
Sala do gry w piłkę w Wersalu
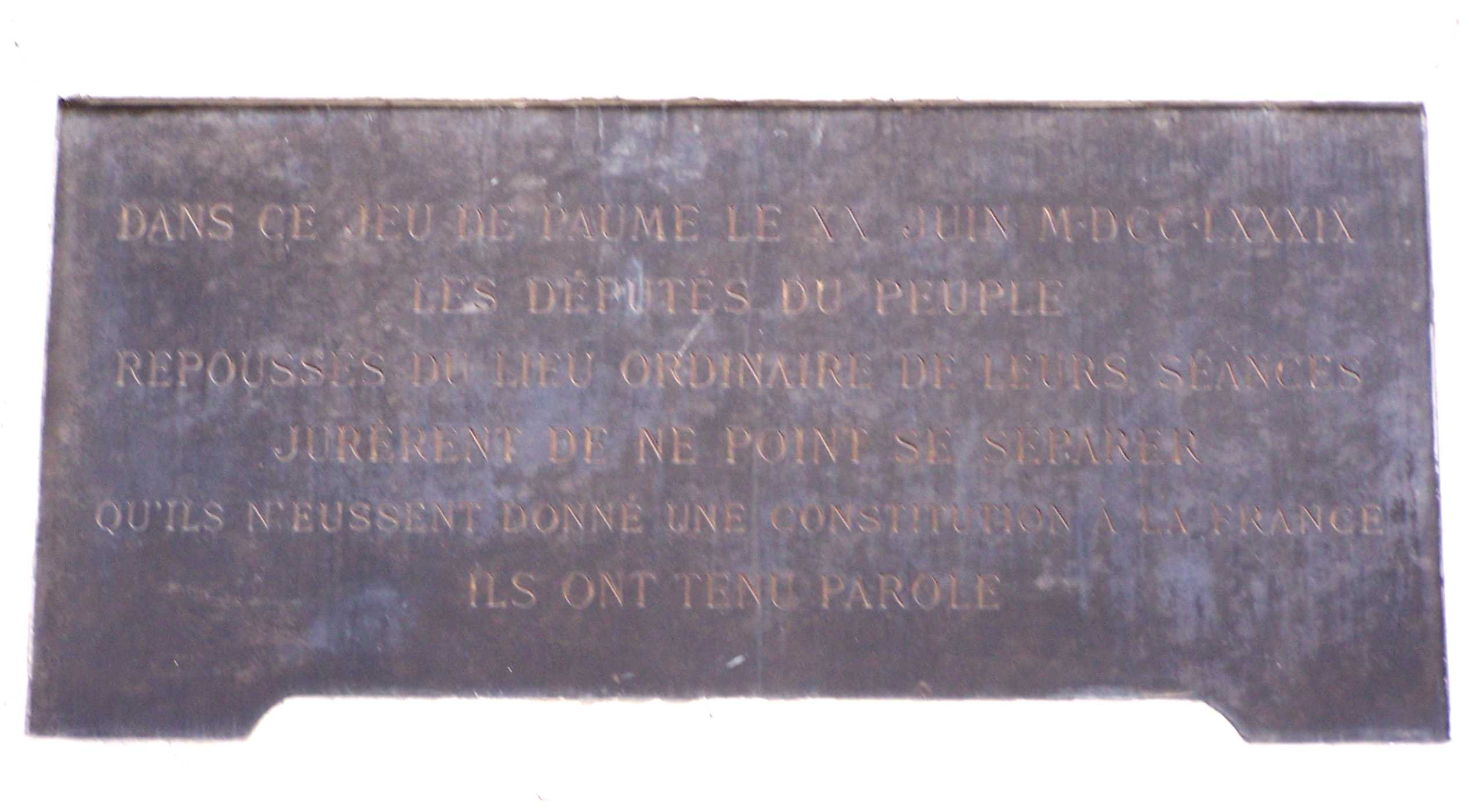
Tablica pamiątkowa na budynku sali do gry w piłkę
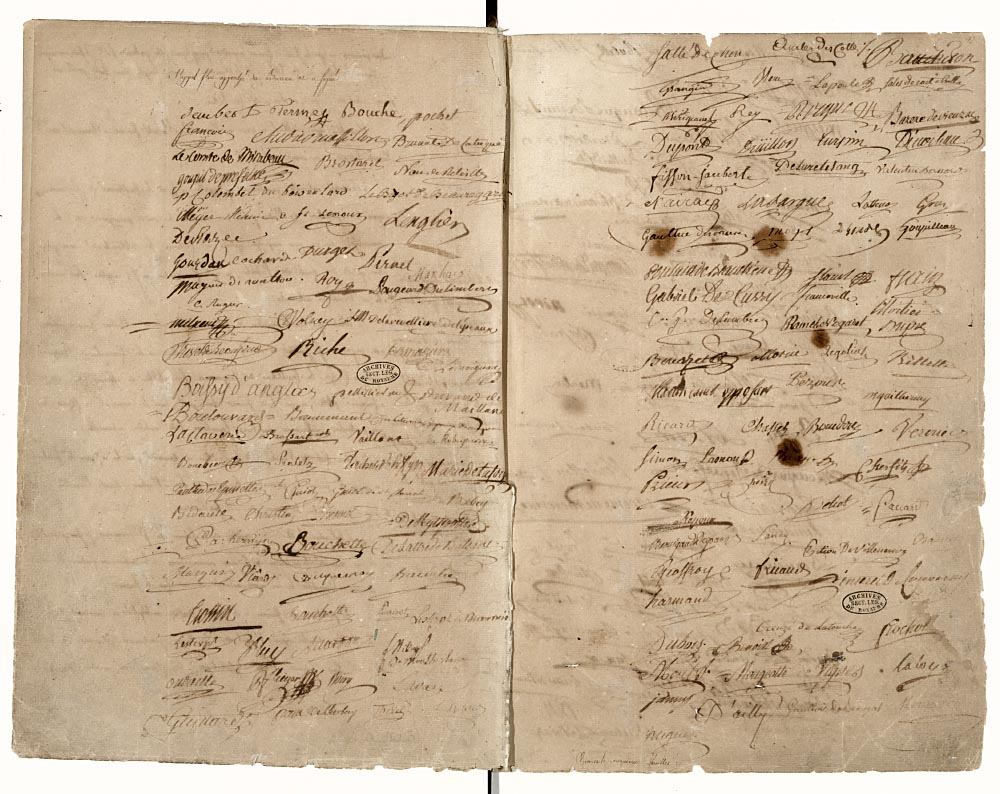
Protokół złożenia przysięgi

## Reakcja
Ludwik XVI, mimo początkowych zamiarów wysłania wojska przeciwko deputowanym, w końcu zrezygnował z represji, zgadzając się na postulaty Stanu Trzeciego. Wydarzenie to na nowo ożywiło nadzieje na zmiany związane z działalnością parlamentu i spontaniczną aktywność zwykłych obywateli. 